# Ján Hikl
Ján Hikl (* 12. června 1959) je bývalý slovenský fotbalista, záložník.

## Fotbalová kariéra
V lize hrál za Slovan Bratislava, Spartak Trnava a ZŤS Petržalka. V československé lize nastoupil v 56 utkáních a dal 2 góly.

## Ligová bilance
| Ročník                                   | Zápasy | Góly | Klub              |
| ---------------------------------------- | ------ | ---- | ----------------- |
| 1. československá fotbalová liga 1977/78 | 13     | 0    | Slovan Bratislava |
| 1. československá fotbalová liga 1978/79 | 14     | 0    | Slovan Bratislava |
| 1. československá fotbalová liga 1979/80 | 21     | 2    | Slovan Bratislava |
| 1. československá fotbalová liga 1980/81 | 3      | 0    | Slovan Bratislava |
| 1. československá fotbalová liga 1982/83 | 4      | 0    | Spartak Trnava    |
| 1. československá fotbalová liga 1984/85 | 1      | 0    | ZŤS Petržalka     |
| CELKEM                                   | 56     | 2    |                   |